# Добровлянський Василь Якович
Василь Якович Добровлянський (1864—1910) — український вчений у галузях лісівництва та анатомії рослин, професор Київського політехнічного інституту, статський радник (1901).
Батько ентомолога В. В. Добровлянського.